# Albin Pelak
Albin Pelak (Novi Pazar, 1981. április 9. –) bosznia-hercegovinai válogatott labdarúgó.

## Nemzeti válogatott
A bosznia-hercegovinai válogatottban 2 mérkőzést játszott.

## Statisztika
| Bosznia-hercegovinai válogatott | Bosznia-hercegovinai válogatott | Bosznia-hercegovinai válogatott |
| Időszak                         | Mérk.                           | gól                             |
| ------------------------------- | ------------------------------- | ------------------------------- |
| 2002                            | 1                               | 0                               |
| 2003                            | 0                               | 0                               |
| 2004                            | 0                               | 0                               |
| 2005                            | 1                               | 0                               |
| Összesen                        | 2                               | 0                               |